# Giuseppe Bonvissuto

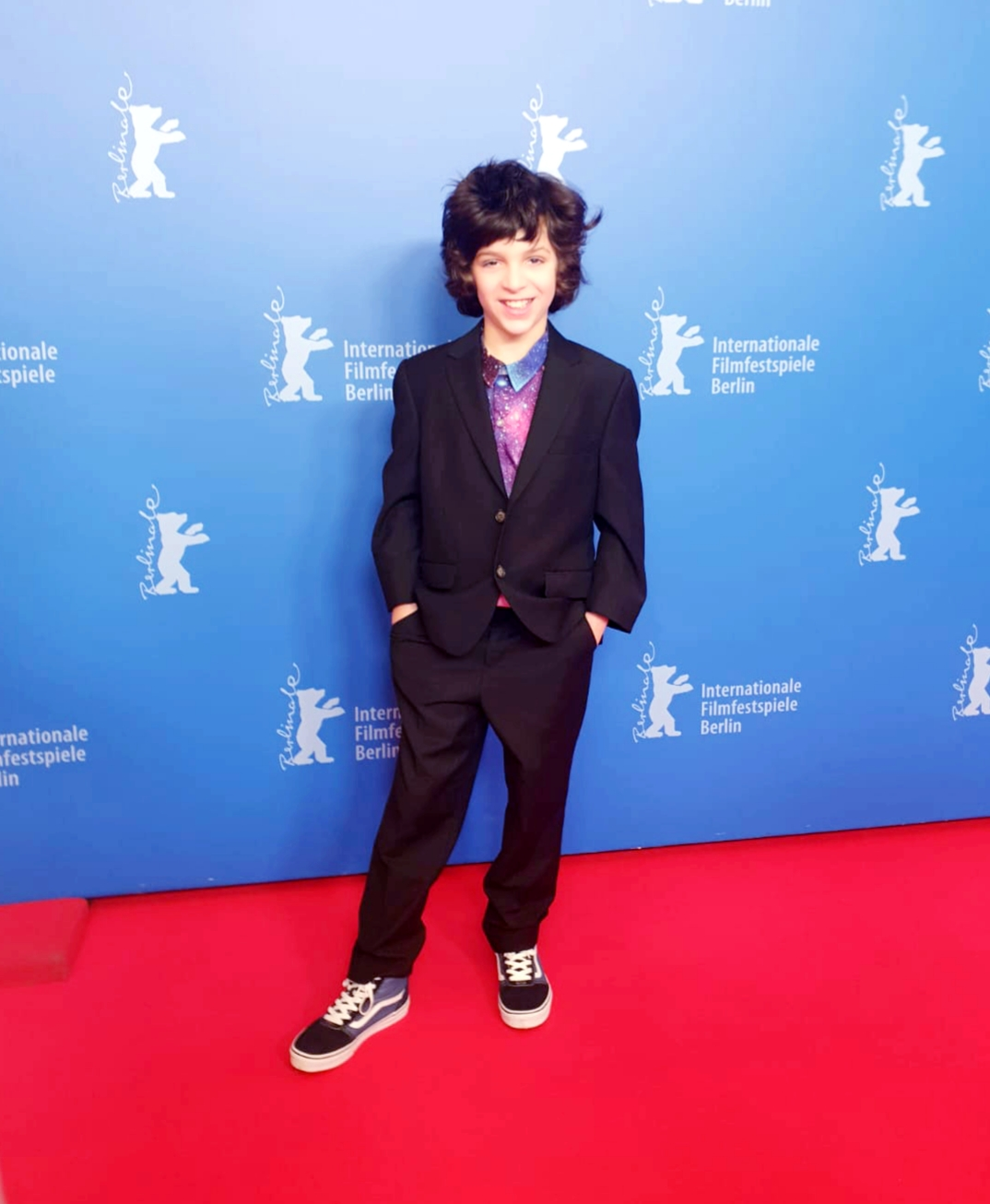
Giuseppe Bonvissuto auf der Berlinale 2020

Giuseppe Bonvissuto (* 2010 in Nordrhein-Westfalen) ist ein deutscher Kinderdarsteller.

## Leben
Giuseppe Bonvissuto wächst in Nordrhein-Westfalen bilingual auf. Deutsch und Italienisch sind seine Muttersprachen. Seit 2020 ist er auf einem Gymnasium mit dem Schwerpunkt Theater und Musik.
Bereits im Alter von vier Jahren spielte Bonvissuto in Werbespots von Toggolino mit. Nach und nach wurde er in größeren Projekten eingesetzt, wie z. B. der Teilnahme an Fernsehsendungen. Seit dem fünften Lebensjahr spielt Bonvissuto die feste Rolle des Sohnes Ben in der Sketch-Comedy-Serie Rabenmütter, die seit 2016 auf SAT.1 und Joyn ausgestrahlt wird. Im Februar 2020 wurde der Kinofilm Kids run, der unter der Regie von Barbara Ott gedreht wurde, auf der Berlinale vorgestellt. Bonvissuto spielt in dem Kinofilm die Hauptrolle des Sohnes Ronny, mit der er 2020 den deutschen Schauspielpreis im Bereich Ensemble gewann.

## Filmografie (Auswahl)
- 2015: Käthe Kruse (Fernsehfilm)
- 2016: Studio Amani (Fernsehserie)
- 2017: Rabenmütter Staffel 1 (Sketch-Comedy-Serie), Regie: Jan Schonburg
- 2017: Stars im Spiegel – Sag mir, wie ich bin! (Fernsehserie)
- 2017: Comeback oder weg (Fernsehserie)
- 2018: Dingsda (Fernsehserie)[6][7]
- 2018: Heldt (Fernsehserie), Regie: Heinz Dietz
- 2018: Rabenmütter Staffel 2 (Sketch-Comedy-Serie), Regie: Jan Schonburg
- 2018: Comeback oder weg (Fernsehserie)
- 2018: Werbespot „#17Ziele“ der gemeinnützigen Organisation Engagement Global[8]
- 2019: Rabenmütter (Sketch-Comedy-Serie), Regie: Jan Schonburg
- 2019: Kids run (Kinofilm), Regie: Barbara Ott
- 2019: Nicht dein Ernst! – Total in Ordnung (Fernsehserie)[9]
- 2019: Lauras Stern (Kinofilm), Regie: Joya Thome[10]
- 2022: Der Scheich (Fernsehserie), Regie: Dani Levy, Johannes Naber[11]
- 2023: Habibi Baba Boom (Serie), Regie: Sascha Vredenburg[12]
- 2024: Max und die Wilde 7: Die Geister-Oma (Kinospielfilm), Regie: Winfried Oelsner[13]
- 2024: Von uns wird es keiner sein (TV-Film), Regie: Simon Ostermann[14]
- 2025: Euphorie (Fernsehserie)

## Auszeichnungen

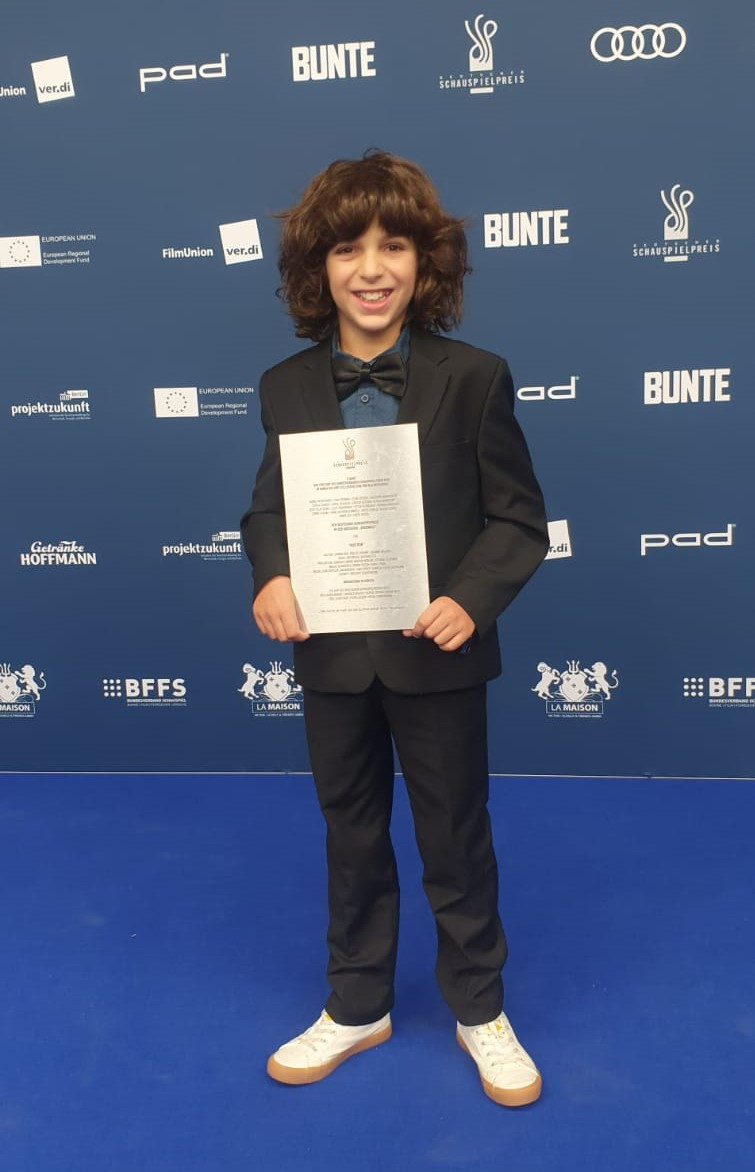
Giuseppe Bonvissuto beim Deutschen Schauspielerpreis 2020

- 2020: Deutscher Schauspielpreis 2020, Ensemblepreis für Kids Run[15]